# Mico-leão-dourado
O mico-leão-dourado (nome científico: Leontopithecus rosalia) é um primata endêmico do Brasil, da família Callitrichidae e gênero Leontopithecus. Ocorre exclusivamente na Mata Atlântica brasileira, no estado do Rio de Janeiro, mas alguns autores já consideraram sua ocorrência no sul do Espírito Santo. Atualmente, são encontrados principalmente na Reserva Biológica Poço das Antas e na Reserva Biológica União, e vivem nos estratos mais altos da floresta. Podem ser encontrados em trechos de floresta secundária. Já foi considerado como uma subespécie, hoje é uma espécie propriamente dita, como as outras espécies de micos-leões. Evidências de estudos filogenéticos mostram que o mico-leão-preto é a espécie mais próxima do mico-leão-dourado. Não existem fósseis conhecidos da espécie.
Junto com outros micos-leões é o maior membro da subfamília Callitrichinae, podendo pesar até 800g. A pelagem varia do dourado ao alaranjado com uma juba muito característica, que lhe conferiu o nome popular. Apresenta garras em vez de unhas e o terceiro dedo da mão é muito longo e usado para procurar presas. O dimorfismo sexual não é acentuado. O crânio é pequeno e menos robusto, se comparado com outros micos-leões. Possui 30 dentes, sendo os incisivos muito semelhante a caninos.
São animais diurnos e muito ativos durante as primeiras horas da manhã. Os comportamentos sociais são muito semelhantes a de outros primatas. Vivem em grupos de até 9 indivíduos, organizados em grupos familiares, sendo comum a poliandria. A poliginia pode ocorrer em menor proporção. Os territórios variam em tamanho, podendo ter até 217 hectares de área. A fragmentação do habitat fez com que muitos territórios se sobreponham sobre de outros. São animais onívoros, se alimentando de frutos, invertebrados e pequenos vertebrados na estação chuvosa e de néctar na estação seca. Tem um repertório variado de vocalizações, que são emitidas em contextos específicos. Dão à luz a gêmeos, depois de uma gestação de 130 dias. Os machos ajudam com o cuidado na prole, assim como crias de anos anteriores.
É uma espécie que corre risco de extinção, listada como espécie em perigo tanto pela IUCN quanto pelo ICMBio.  Ocorre quase que exclusivamente na Reserva Biológica Poço das Antas, na Reserva Biológica União e em fragmentos florestais nos arredores, na bacia do rio São João, no estado do Rio de Janeiro. Existem cerca de 3 200 indivíduos em liberdade, graças a inúmeros esforços na conservação e reprodução da espécie. As populações em cativeiro são relativamente numerosas e estáveis. O mico-leão-dourado é uma espécie bandeira na conservação da Mata Atlântica brasileira.

## Etimologia
O mico-leão-dourado também é conhecido simplesmente por mico-leão,, por saguipiranga e sauimpiranga. "Mico" deriva do caribe continental miko. "Saguipiranga" e "sauimpiranga" vêm do tupi sa'wi pi'rãga, que significa "sagui vermelho". O nome "mico-leão-dourado", em específico, surgiu quando um espécime foi levado para Paris para Madame de Pompadour, em 1754, e descrito por M.J. Brisson como le petit singe-lion, que literalmente significa: "o pequeno mico-leão". Mico-leão é uma alusão aos pelos da cabeça, que acabam por formar uma juba como de um leão.

## Taxonomia e evolução
O mico-leão-dourado pertence ao gênero Leontopithecus, grupo monofilético da família Callitrichidae. Foi descrito por Carl Linnaeus, em 1766. O gênero Leontopithecus foi proposto por Hershkovitz (1977) como monotípico, sendo Leontopithecus rosalia a única espécie: o mico-leão-dourado era uma subespécie (L. r. rosalia), junto com o mico-leão-preto (L. r. chrysopigus) e mico-leão-de-cara-dourada (L. r. chrysomelas).  Essa classificação foi revisada, e atualmente, é considerado, junto com as outras espécies de micos-leões, uma espécie propriamente dita.
Evidências genéticas apontam para um período muito recente de diversificação dos micos-leões, a partir de refúgios de floresta no Pleistoceno. A espécie mais aparentada ao mico-leão-dourado é o mico-leão-preto, que provavelmente compartilhou um ancestral que possuía pelagem escura.
Não foi encontrado nenhum fóssil da linhagem do mico-leão-dourado.

## Distribuição geográfica e habitat
Originalmente, o mico-leão-dourado era encontrado nas florestas de terras baixas (até 300 m de altitude) na bacia do rio São João, no Rio de Janeiro. Vários autores já consideraram a ocorrência do mico-leão-dourado no Espírito Santo, mas o primatólogo Adelmar Faria Coimbra-Filho admitiu que não havia dados suficientes para concluir que ele de fato existiu nesse estado. No século XIX, era encontrado em florestas perto de Cabo Frio, especialmente nas margens da lagoa de Araruama e no município de Maricá, ocorrendo nessas localidades até a década de 1940. Alguns autores já citaram que o mico-leão-dourado podia ser encontrado no litoral do estado de São Paulo, mas nunca foi reportada sua presença oficialmente.
O habitat está localizado em região de clima quente e úmido, com precipitações de até 1500 mm anuais, com uma estação seca. Ocorre em ambientes de floresta, principalmente ao longo de cursos d'água permanentes. Prefere ficar na copa das árvores, entre três e 10 metros de altura. Pode ser encontrado em fragmentos de floresta secundária.
Atualmente, é encontrado apenas em alguns remanescentes de floresta da bacia do rio São João, principalmente na Reserva Biológica Poço das Antas e na Reserva Biológica União. Fragmentos de floresta em Silva Jardim, Cabo Frio, Saquarema e Araruama apresentam populações da espécie, e ela foi reintroduzida com sucesso nos municípios de Rio das Ostras, Rio Bonito e Casimiro de Abreu. Recentemente, foi reportada uma população em Duque de Caxias, sendo a população mais ao sul conhecida atualmente.

## Descrição

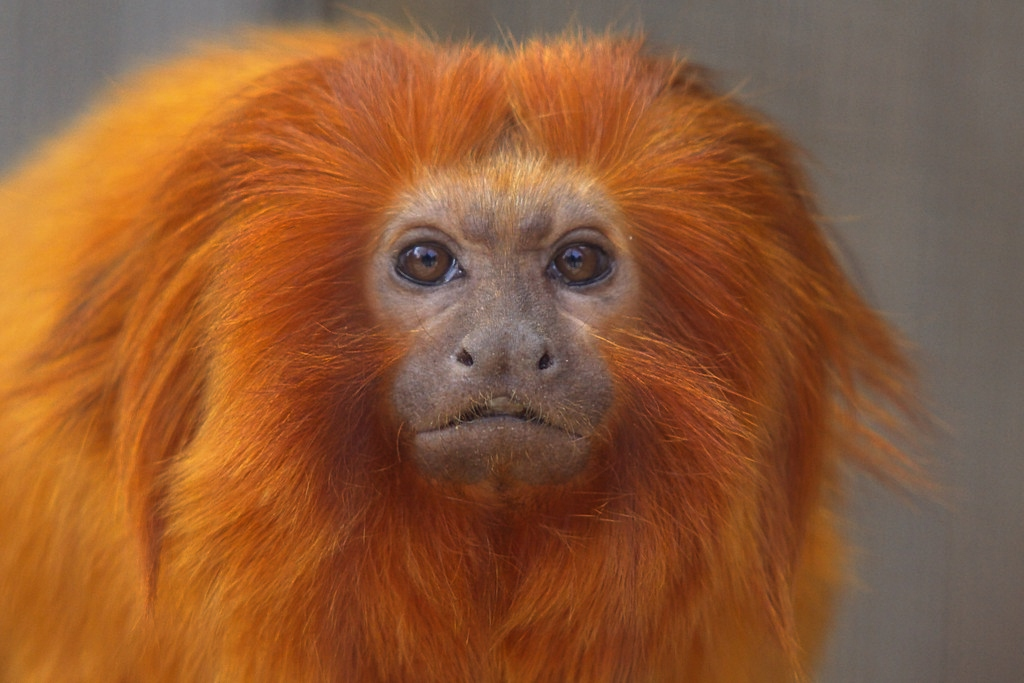
O mico-leão-dourado se diferencia das outras espécies do gênero por apresentar pelagem completamente dourada.

O mico-leão-dourado possui toda a pelagem de cor ruiva a dourada, o que conferiu o nome popular, e possui uma juba derivada de pelos que saem das bochechas, cabeça, pescoço e cobrem as orelhas. Acredita-se que essa cor de pelagem deva-se à ingestão de carotenoides e à exposição à luz solar: observa-se em alguns animais em cativeiro, uma coloração mais clara, e provavelmente isso se deve a dieta deficitária em carotenoides. Os pelos são trocados gradativamente, uma vez ao ano, principalmente na estação chuvosa. Fêmeas grávidas perdem menos pelos no período da troca. A face é negra, quase nua. Tem 26 cm de comprimento sem a cauda e pesa 620 g em média. Animais criados em cativeiro podem chegar até 800 g, o que representa o maior tamanho entre os Callitrichinae.
Tem uma taxa metabólica menor do que esperado para um animal de seu tamanho, mas ainda é maior que muitos primatas noturnos com hábitos alimentares semelhantes. A temperatura corporal varia de forma significativa entre 39 °C de dia, e 37,4 °C à noite. Existe órgão vomeronasal, que em indivíduos subadultos é tão desenvolvido quanto em Strepsirrhini. No adulto, o epitélio sensorial desse órgão é entremeado por porções não sensoriais, contrastando com o órgão vomeronasal de Callithrix jacchus e se assemelhando ao de Saguinus geoffroyi.
A glande do pênis é em formato esférico, e existem papilas cobrindo o corpo do pênis. Os testículos podem estar dentro do escroto (que não é pigmentado e pode ter até 18 mm de diâmetro), ou em posição inguinal, e parece haver um controle voluntário dessas posições. O báculo é um dos mais especializados entre os calitriquíneos e tem até 3 mm de comprimento por 0,9 mm de largura. A vulva é pouco proeminente e não pigmentada, e os grandes lábios não são tão diferenciados como em outros membros da subfamília. O clitóris compartilha características com de outros primatas, sendo atravessado por um sulco ventro-medial, sensivelmente destacado e séssil, com uma glande dividida ao meio. Como em outros membros da subfamília Callitrichinae, o clitóris é pequeno se comparado com outros primatas sul-americanos, como os cebíneos e atelídeos. As glândulas mamárias são duas, e estão no peito, em posição axial, perto da linha média do corpo.

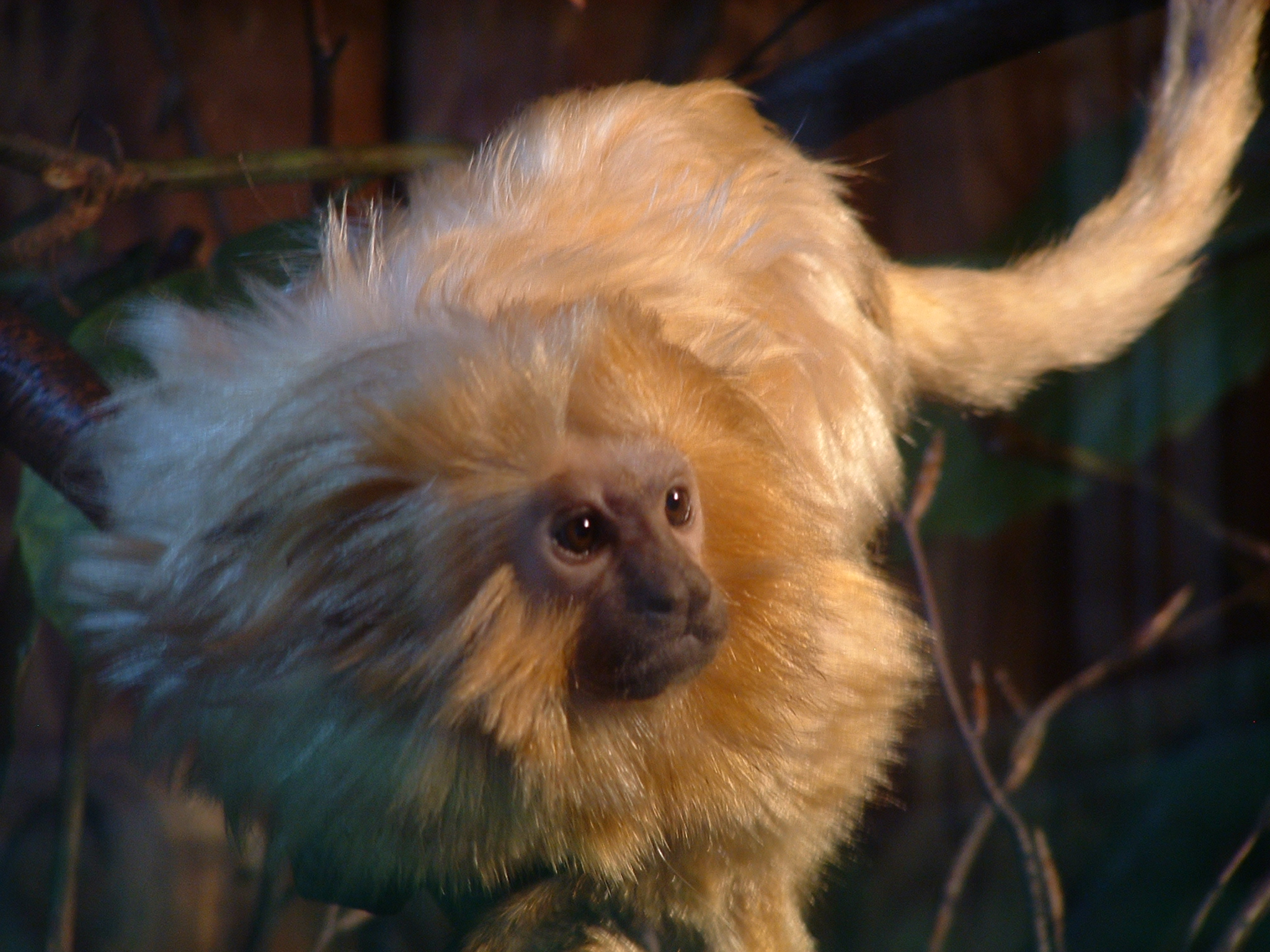
Deficiência na ingestão de carotenoides torna a pelagem menos avermelhada.

Possui mãos e dedos muito longos, com unhas que lembram garras que são usadas para procurar pequenos vertebrados e artrópodes em orifícios e fendas estreitas, como os espaços entre as folhas de bromélias: o dedo do meio é longo a ponto de ser quase duas vezes mais comprido que a palma da mão. Essa característica nas mãos permite que o mico-leão-dourado agarre-se nos ramos das árvores, apresentando uma locomoção completamente quadrúpede enquanto se movimenta na vegetação. Entretanto, isso é observado mais em cativeiro, ao passo que em estado selvagem, o mico-leão-dourado acaba sendo mais um escalador, se movimentando em ambientes verticalizados. Ademais, os quatro membros possuem mais ou menos o mesmo comprimento, o que é diferente dos outros calitriquíneos, o tornando também, menos saltador e mais escalador em sua locomoção. Não possui dimorfismo sexual, apesar dos machos tenderem a ser maiores. Em cativeiro foi constatado que podem viver até 14,2 anos.

### Morfologia crânio-dentária
A morfologia do crânio e dos dentes do gênero Leontopithecus já foi descrita e serviu como base para filogenias do gênero. O mico-leão-dourado possui crânio pequeno e maxilas pouco proeminentes, se comparado aos outros micos-leões. Também possui a face mais ampla que do mico-leão-de-cara-dourada e o mico-leão-preto. Apesar disso, a caixa craniana é do mesmo tamanho que do mico-leão-de-cara-dourada, medindo cerca de 28,46 mm de comprimento. As medidas morfométricas, principalmente na região da face, são diferentes entre macho e fêmea do mico-leão-dourado (cerca de 41% das medidas são diferentes), e os machos tendem a ter maiores medidas que as fêmeas, com exceção da largura das órbitas (13,32 mm para as fêmeas e 13,2 mm, para os machos). O crânio do macho de mico-leão-dourado tem até 57,52 mm de comprimento, enquanto a fêmea possui 55,66 mm. A mandíbula tem um formato intermediário entre o "V" do gênero Callithrix e o "U" do gênero Saguinus, e mede 33,19 mm no macho e 32,40 mm na fêmea. O processo coronoide é grande e em formato de gancho.
Tem 32 dentes, com fórmula dentária de {\displaystyle {\tfrac {2.1.3.2}{2.1.3.2}}\times 2=32}. Os caninos (que possuem forma de sabre) e incisivos (os superiores possuem a coroa expandida e o incisivo externo possui uma disposição oblíqua e posterior ao incisivo interno) são longos e pontiagudos e são quase do mesmo tamanho. Os pré-molares possuem forma molariforme e os molares inferiores são quadrados e simples. O tamanho da dentição anterior do mico-leão-dourado, quando comparada ao das outras espécies de mico-leão, é reduzida. Os pré-molares e molares são grandes quando comparados com outros calitriquíneos: o primeiro molar inferior possui 8,75 mm² de área, enquanto que em Saguinus oedipus (que possui tamanho semelhante ao mico-leão-dourado), ele possui 6,29 mm². Esse tamanho nos molares parece ter relação com o formato em "U" do arco dentário da mandíbula. No desenvolvimento dentário, os primeiros molares inferiores são os primeiros a se desenvolver e também os primeiros a nascerem. Os caninos superiores são os últimos. Há um padrão de erupção dos dentes, sendo a seguinte sequência também presente em Saguinus: m1-i1-i2-m2.

### Genética
O mico-leão-dourado possui 46 cromossomos, sendo o cromossomo Y e 14 autossomos, acrocêntricos, e o restante, incluindo o cromossomo X, possuem dois braços. O cariótipo é muito parecido com o observado no gênero Saguinus e idêntico ao do mico-leão-de-cara-dourada: as diferenças entre os táxons se dão por rearranjos diferentes nas bandas observadas nos cromossomos. Foi observado quimerismo em células XX/XY o que frequentemente é descrito nos representantes da subfamília Callitrichinae. Apesar da semelhança com Saguinus, os mico-leões são mais próximos aos saguis do gênero Callithrix pela análise morfológica dos cromossomos.
Foram identificados cinco lócus de microssatélites, sendo que quatro são polimórficos.  Apesar de nenhuma das populações livres analisadas por Gravitol et al (2001) não conterem todos os alelos por lócus analisado, e a heterozigose ter sido baixa (principalmente em populações pequenas), existe uma grau de variabilidade genética nas populações selvagens, pois todas apresentaram polimorfismos em todos os lócus. Ademais, as populações analisadas neste trabalho foram significativamente divergentes entre si, o que pode ser um efeito da fragmentação do habitat e isolamento dessas populações entre si.

## Ecologia e comportamento

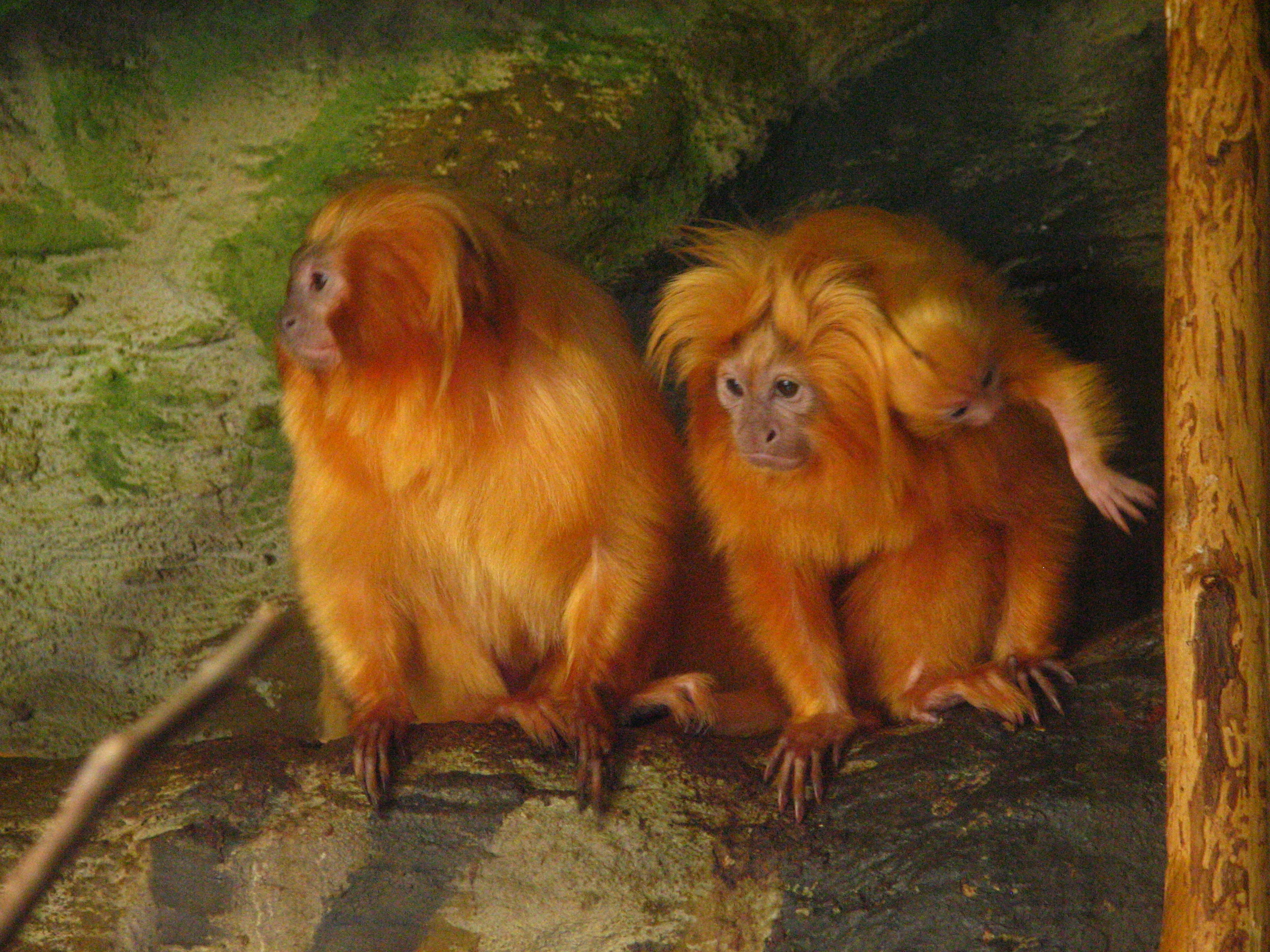
O mico-leão-dourado é um animal diurno.

Os micos-leões são animais diurnos, sendo mais ativos nas primeiras horas da manhã. Utilizam principalmente buracos em troncos de árvore como sítios de dormida, que mudam diariamente, e eventualmente podem utilizar copas de palmeiras. Esses sítios de dormida se localizam preferencialmente entre 11 e 15m de altura.
Passam boa parte do tempo (cerca de 33%) do dia se locomovendo pelo território, usando, geralmente, cerca de 50% dele em suas atividades diárias. O deslocamento médio diário varia entre 1 465 a 2 135 m na Reserva Biológica União.
Possuem um repertório limitado de expressões faciais, como os outros macacos Neotropicais, e vocalizações e sinais odoríferos possuem papel importante na comunicação entre os indivíduos. Costumam ser bastante agressivos com indivíduos que não são do mesmo grupo, e interações agonísticas não são frequentes em grupos estáveis, a menos que existam fêmeas no estro. Um dos sinais de conflito entre mico-leões é a exibição do arch display, que é quando um animal arqueia o dorso numa postura quadrúpede, parecendo maior do que é: essa postura não tem uma natureza necessariamente agressiva e parece regular o contato social, de forma a evitar agressão propriamente dita. Em cativeiro, a agressão entre membros do mesmo grupo é um problema, principalmente quando há a inclusão de animais novos. Machos jovens são os maiores alvos de ataques, e os agressores podem ser outros machos jovens, fêmeas jovens e adultos. Nota-se que machos adultos raramente iniciam ataques a membros do mesmo grupo.

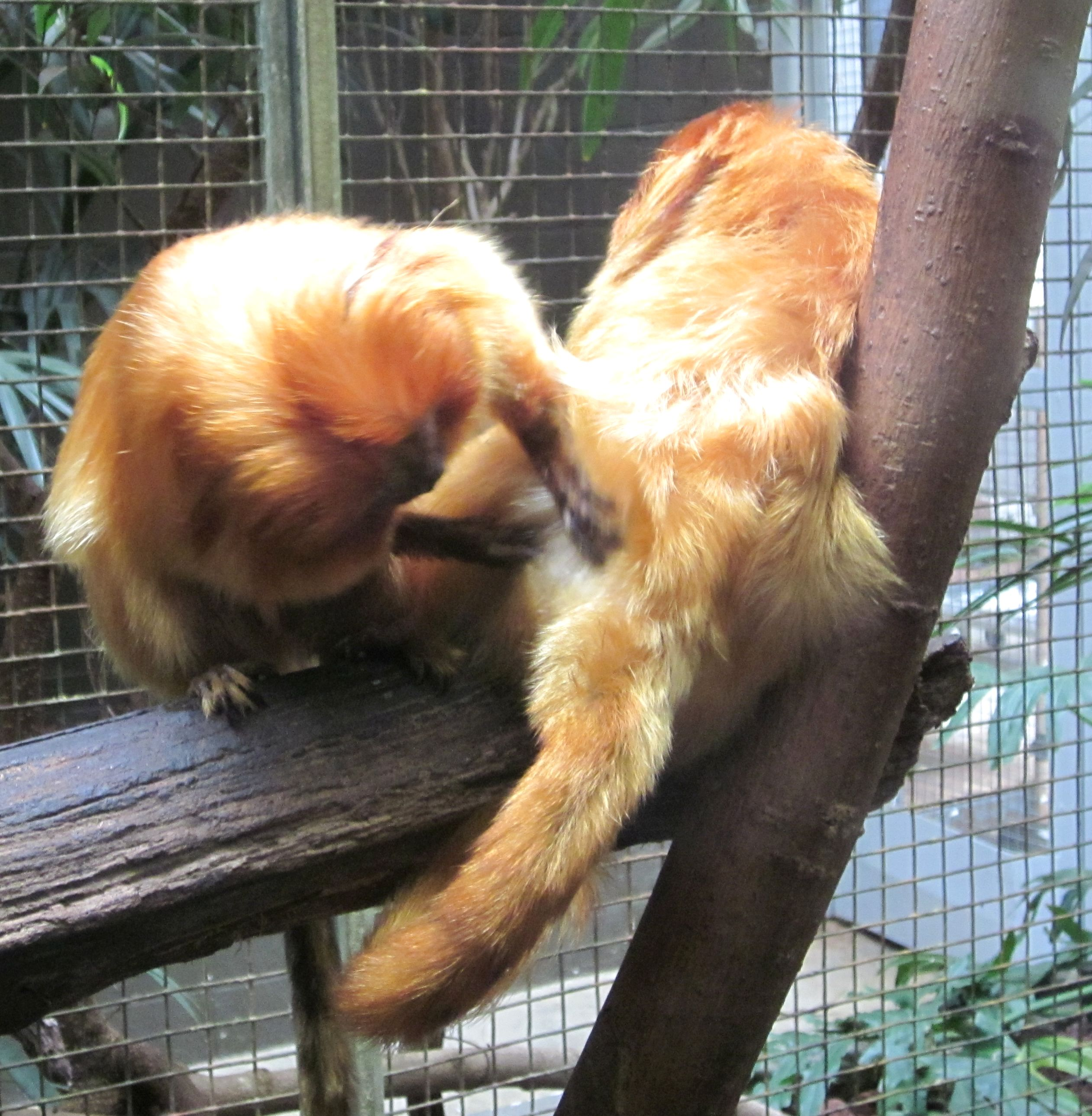
A catação é frequente entre os micos-leões e contribui para uma baixa prevalência de ectoparasitas.

A catação é frequente, e é como observada em outros primatas, com as mãos sendo utilizadas para afastar e puxar o pelo de outro indivíduo. Machos costumam cheirar as fêmeas com frequência, principalmente na região ano-genital, quando estas estão no cio.
Dentre os predadores do mico-leão-dourado, aves de rapinas e a jaguatirica, são exemplos, conhecidos por predarem calitriquíneos. Cães também são conhecidos predadores, assim como cobras (principalmente jibóias) e corujas (que predam filhotes ao acessarem seus ninhos). O risco de predação por animais noturnos em abrigos é preponderante no comportamento pouco chamativo dos mico-leões antes de irem dormir. Recentemente, foi observado que a maior parte dos micos-leões predados são animais reintroduzidos, e provavelmente, inexperientes quanto às estratégias de fuga e esquiva de predadores. Além disso, o grau de desmatamento de seu habitat tornou os micos-leões mais susceptíveis à predação, principalmente por animais domésticos.

### Parasitas
O mico-leão-dourado é relativamente livre de ectoparasitas, provavelmente devido à catação, tanto social, quanto solitária. Geralmente, são encontrados carrapatos: foram registradas formas imaturas de três espécies do gênero Amblyomma em micos-leões da Reserva Biológica Poço das Antas e duas da família Trombiculidae. Microtrombiculida brennani foi um espécie de trombiculídeo descrita no mico-leão-dourado, assim como outra espécie da mesma família, Speleocola tamarina. Uma espécie de ácaro de folículo foi encontrada também: Rhyncoptes anastosi.
Foi constatado a presença de parasitas no trato gastro-intestinal em animais em liberdade nas reservas de Poço das Antas e União, principalmente acantocéfalos do gênero Oncicola (prevalência de até 30%), e duas famílias de nemátodos: Spiruridae e Trichostrongylidae. As fêmeas são mais infestadas por esses vermes do que os machos. Outros helmintos, com uma prevalência menor nessas unidades de conservação foram constatados: nemátodos das famílias Ancylostomatidae e Ascarididae e a espécie Tripanoxyuris minutus (um Oxyuridae).
Trypanosoma cruzi (causador da doença de Chagas em humanos) infecta os micos-leões da Reserva Biológica de Poço das Antas (com prevalência relativamente alta), mas aparentemente, tal infecção não apresenta sinais clínicos. Nota-se, em áreas fora da Reserva Biológica em questão, que a prevalência de indivíduos infectados com T. cruzi é menor. Outros protozoários, como Toxoplasma gondii, conhecido por parasitar saguis, infecta animais em cativeiro na América do Norte e Europa. A infecção por esse protozoário pode ser fatal. Amebíase e giardíase também são doenças que afetam micos-leões.

### Dieta e forrageamento

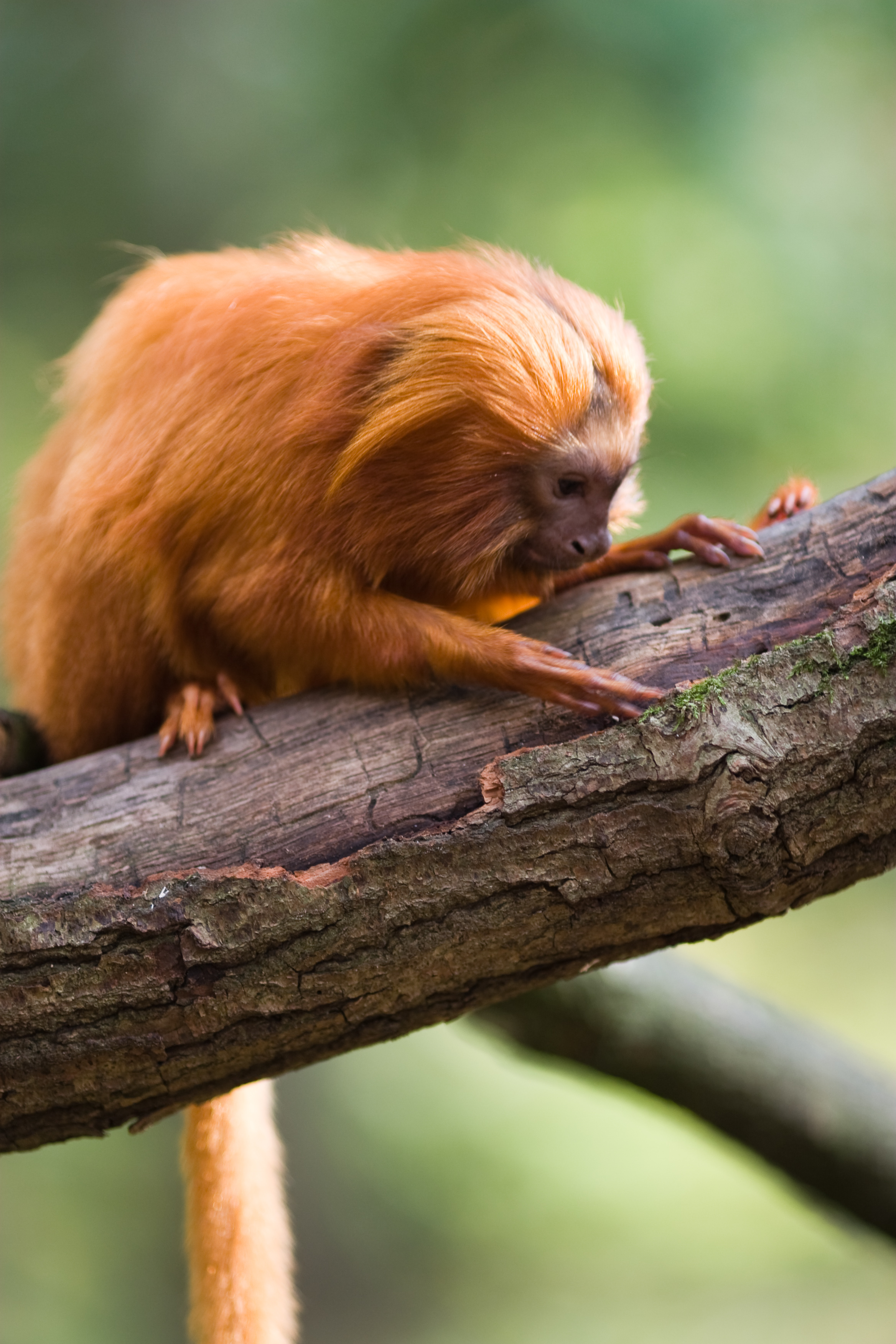
O mico-leão-dourado utiliza seus longos dedos no forrageamento.

São animais frugívoros e insetívoros, se alimentando principalmente de pequenos frutos macios, artrópodes e pequenos vertebrados. Entre 10 a 15% de sua dieta é composta por insetos. Os micos-leões exploram bastante os microhabitats dentro das bromélias para encontrar insetos e pequenos vertebrados utilizando suas garras e longos dedos para explorar tais ambientes. Na estação seca, é comum substituírem parte da dieta por néctar, quando diminui a disponibilidade de frutos maduros.
Na Reserva Biológica Poço das Antas foram constatadas até 64 espécies de plantas que são consumidas pelo mico-leão-dourado. Durante a estação seca, o néctar de Symphonia globulifera foi largamente utilizado. Outras fontes de néctar são de plantas epífitas como Combretum fruticosum e Monstera sp. Esse padrão de alimentação também foi constatado na Reserva Biológica União. Os frutos são geralmente pequenos e macios, como de Miconia candolleana e de Ficus sp, sendo que frutos maiores, como os de Genipa americana são consumidos de forma ocasional. Durante a estação seca, frutos não maduros de Euterpe edulis, comuns em florestas pantanosas, são ingeridos largamente. Na Reserva Biológica União, plantas da família Myrtaceae, Sapotaceae, Melastomataceae e Rubiaceae têm importância na dieta dessa espécie de mico-leão, sendo responsáveis por até 41% das espécies consumidas. Nesse mesmo ambiente, foi visto que o peso médio dos frutos ingeridos é de 5,6 g e 21,9 mm de comprimento, possuem casca macia, e em sua maior parte, eram coloridos. Os mico-leões acabam por ingerir quase tudo do fruto, inclusive as sementes na maior parte dos casos, e é considerado um bom dispersor de sementes, já que as espécie ingeridas germinam, mesmo que em baixas proporções. Entretanto, Lapenta et al (2008) considera que o mico-leão beneficia algumas espécies e prejudicam outras, não apresentando um efeito consistente na germinação final de sementes. Outro estudo já aponta para um papel preponderante do mico-leão-dourado na regeneração da floresta, visto sua eficiência em dispersar sementes a uma distância considerável.
Dentre os itens de origem animal, ovos, pequenos vertebrados, como sapos (do gênero Hyla e Dendrophryniscus brevipollicatus) e filhotes de pássaros, artrópodes e até mesmo caracóis, fazem parte da dieta do mico-leão-dourado. Essas presas são geralmente procuradas entre bromélias e folhas de palmeiras, que são abundantes em florestas pantanosas. A procura é feita com as mãos, principalmente com o dedo mais longo. O consumo de presas é maior durante a estação chuvosa, mas a distribuição e abundância de microhabitats onde podem encontrar presas são preponderantes na busca que esses animais realizam por itens de origem animal.

### Organização social e território

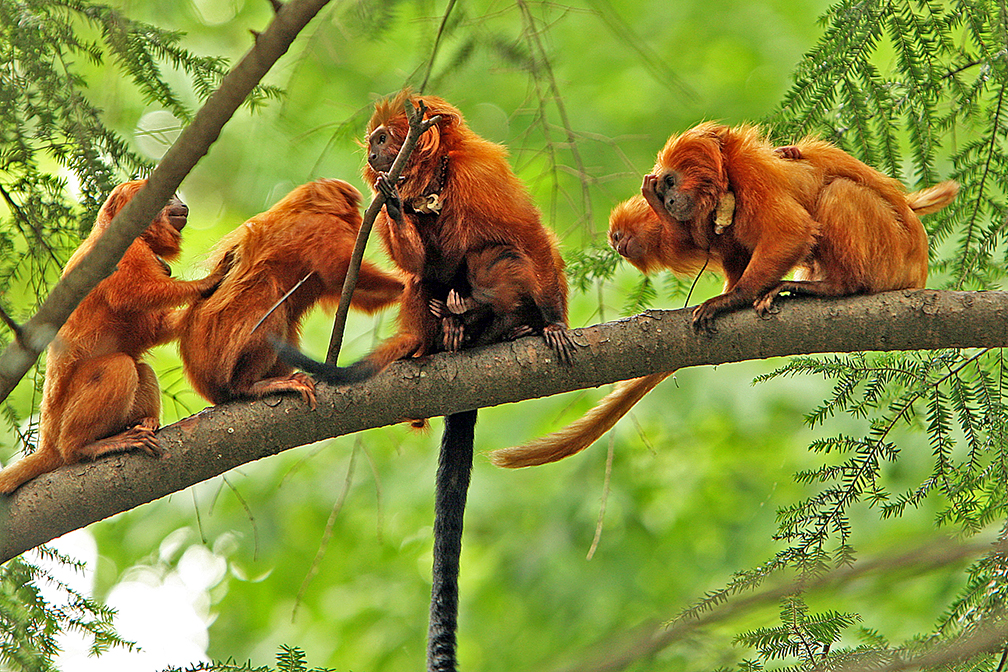
Os grupos possuem de 2 a 8 indivíduos.

O mico-leão-dourado é tradicionalmente tido como monogâmico, embora alguns estudos mostrem que a poliandria é relativamente frequente em liberdade (cerca de 40%). A poliginia pode ocorrer também, mas em menor porcentagem (apenas 10%). Neste caso, geralmente, o grupo de fêmeas é composto por uma fêmea mais velha (a mãe) e fêmeas mais novas (filhas), e a fêmea mais velha é a dominante. Se as fêmeas não são parentes, a dominância é conseguida através de comportamentos agonísticos. Na poliandria existe uma relação hierárquica entre os machos do grupo, que podem competir pelas cópulas. Frequentemente, o bando possui dois machos, sendo que o macho dominante possui altas concentrações plasmáticas de andrógenos: interessante notar, que se o macho subordinado for um parente do dominante, não é observado uma concentração menor de andrógenos no subalterno, ao passo que isso é reportado em animais subordinados não parentes ao dominante.
A hierarquia entre os machos é sinalizada por meio de marcação de cheiro. Ela não parece ser utilizada para demarcar território, embora sirva para marcar locais em que se encontram recursos alimentícios. As fêmeas-alfa a utilizam para se comunicar com membros de outros grupos, o que não é observado entre os machos. Os bandos possuem entre 2 e 8 membros, e eles costumam abandoná-los quando atingem a maturidade sexual, saindo acompanhados de um ou mais dois irmãos do mesmo sexo. Quando saem do grupo, os machos têm a possibilidade de se tornarem dominantes ao ocupar a vaga de um dominante morto de outro bando. Já a imigração das fêmeas é pouco frequente, que não são somente perseguidas e agredidas pelas fêmeas de outro bando, mas também por machos: deve-se salientar que é difícil a incorporação de fêmeas flutuantes em grupos estáveis, o que não ocorre com os machos. As fêmeas, ademais, podem "herdar" a posição de alfa da mãe, o que aumenta as possibilidades delas continuarem no grupo, algo que não ocorre com os machos quando o dominante do bando em que nasceram morre. Entretanto, a "decisão" de uma fêmea dominante e reprodutora permitir a permanência de outra no grupo parece influenciada pela disponibilidade de recursos no ambiente, visto que é mais frequente bandos poligínicos em florestas pantanosas, onde existe maior quantidade de alimento. Sendo assim, a monogamia ou poliandria é devido mais à competição entre fêmeas e suas restrições sobre os machos do que uma preferência desses últimos pela monoginia.   Além disso, associações entre machos são mais duradouras e estáveis do que associações entre fêmeas, o que favorece a poliandria e um cuidado parental compartilhado entre os machos.
Cada grupo habita um território entre 21,3 e 73 hectares, como mostrado em estudos na Reserva Biológica Poço das Antas. Tal variação na área de vida está diretamente relacionada à quantidade de alimento no ambiente em que vivem. Na Reserva Biológica União, a área de vida é um pouco maior, possuindo em média, 109,2 hectares (variou entre 68 a 217 ha). É provável que essas diferenças estejam relacionadas à diferenças de produtividade entre as duas unidades de conservação, e na Reserva Biológica União, existe sobreposição nos territórios dos grupos. Trata-se também das maiores áreas de território entre os calitriquíneos, e parece vantajoso que os mico-leões sejam territoriais, visto que seus recursos alimentares são relativamente raros no ambiente em que vivem. Isso se reflete no tempo que o grupo de mico-leão passa em áreas fronteiriças do território, que apesar de serem menos abundantes em alimento, faz com que o bando passe muito tempo patrulhando os limites de sua área de vida, para evitar a entrada de intrusos. Observou-se que o sistema de acasalamento não influencia muito no tamanho do território, já que grupos monogâmicos ou poligínicos possuem mesmo tamanho de território. Entretanto, o tamanho do território de grupos contendo fêmeas reprodutoras é maior do que aqueles em que não possuem nenhuma.

### Vocalizações

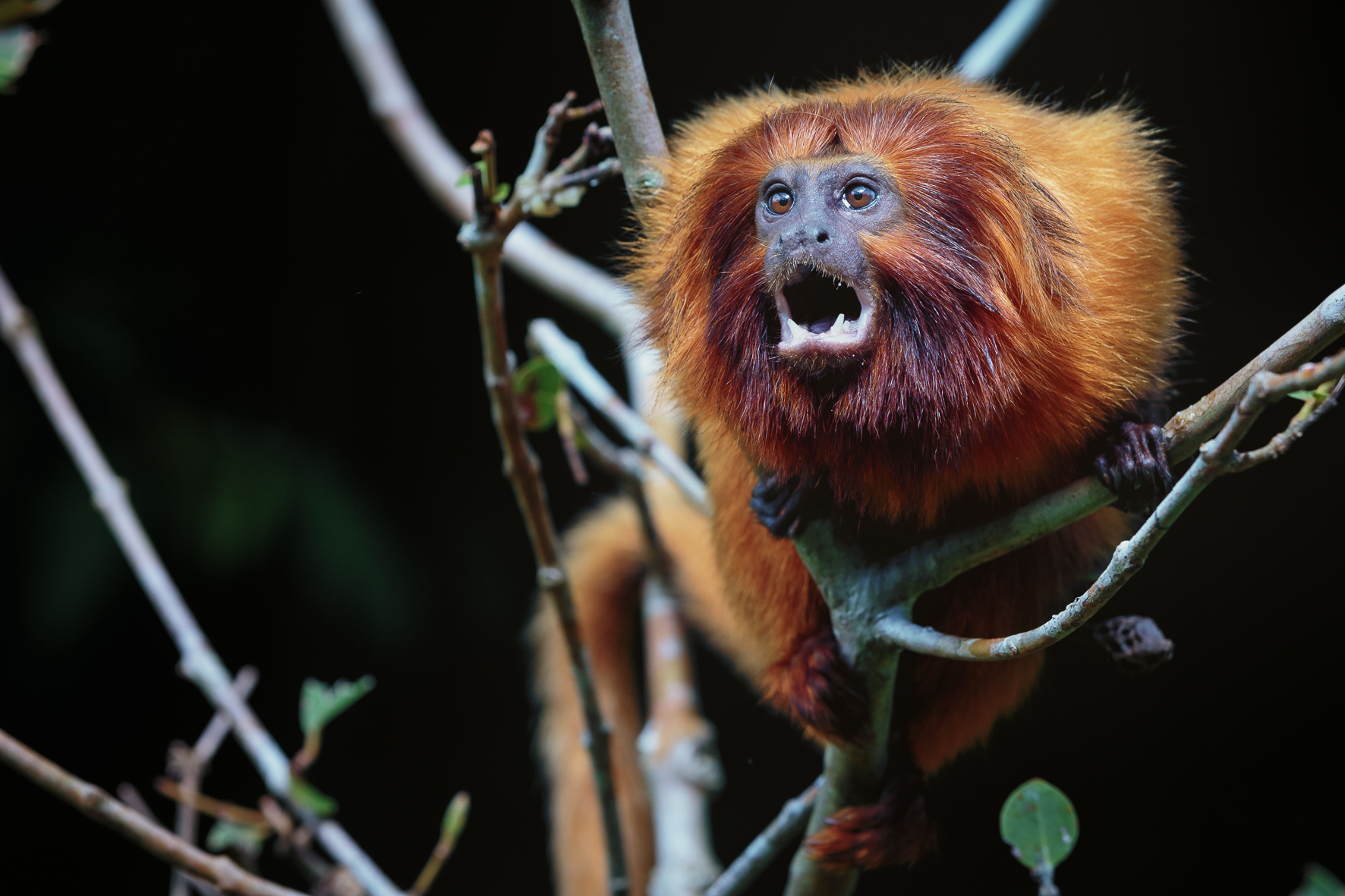
Vocalizando.

As vocalizações desempenham um papel importante na comunicação entre os calitriquíneos, visto as inúmeras limitações visuais impostas pelo ambiente que vivem. As vocalizações do mico-leão-dourado são complexas e divididas em quatro tipos estruturais: "cacarejos", "ganidos", "trinados" e sons não-tonais, com vários componentes ultra-sônicos. Não há diferenças com relação à idade, sexo e entre grupos no uso de tais vocalizações. Tais vocalizações são emitidas em contexto ecológicos específicos e poucas são emitidas em encontros sociais: os "cacarejos" são comuns durante o forrageamento, os "ganidos" ocorrem frequentemente em atividades locomotoras em grupo pelo território ou quando existe um grupo muito próximo, os "trinados" são comuns quando os animais estão saltando. Acredita-se que muitas vezes essas vocalizações sinalizam estados de excitação nos determinados contextos, como quando indivíduos estão prestes a compartilhar comida. Existem vocalizações com tempo de duração longo, as "chamadas de longa distância", que são vocalizações comuns em contextos de defesa de território. Estudos referentes aos aspectos acústicos de tais chamadas sugerem que elas evoluíram primariamente dentro de contextos de comunicação intragrupo e depois passaram a ser utilizadas na territorialidade. A estrutura dessas vocalizações também é diferente das outras espécies de micos-leões, mas é semelhante a do mico-leão-preto, que possui notas de longa duração e relativamente baixa intensidade. Ao contrário do que se suponha baseado em outros calitriquíneos, é possível diferenciar quais vocalizações são emitidas por machos ou fêmeas, com exceção dos "trinados".

### Reprodução

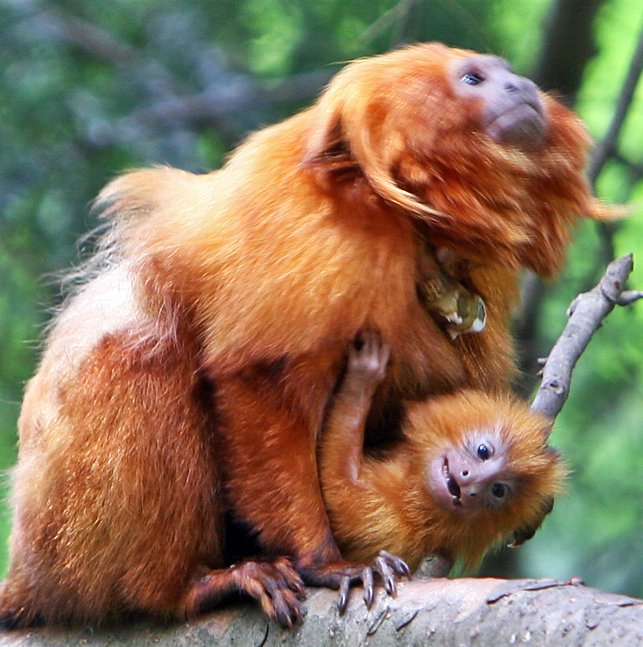
As fêmeas possuem um período de estro pós-parto.

Com base nos intervalos entre o acasalamento e o nascimento das crias, calculou-se que a média da gestação é de cerca de 129 dias. O ciclo estral é de 19 dias, sendo o menor dentre os Callitrichinae. As fêmeas não possuem sinais óbvios para os machos de que estão no período fértil, e possivelmente, isso tem relação com o sistema de acasalamento poliândrico ou monogâmico dos micos-leões. Nota-se, que pares recém-formados apresentam atividade sexual 2 a 6 vezes maior que aqueles formados há mais tempo, e nos primeiros, a frequência de cópulas não parece diretamente relacionada ao perfil hormonal da fêmea.
As fêmeas estão aptas a se reproduzir com 15-20 meses de idade, mas só vão efetivamente ter filhotes com trinta meses, e os machos alcançam a puberdade com 28 meses de idade. Apenas a fêmea dominante se reproduz, inibindo o estro das outras fêmeas: em geral, as fêmeas jovens ainda residentes em seus grupos familiares de origem não apresentam o ciclo estral. Os micos-leões possuem um estro pós-parto, estratégia que evoluiu como forma de permitir que as fêmeas tenham duas ninhadas consecutivas na estação mais chuvosa do ano, de forma a maximizar a sobrevivência da prole.
Os machos perdem peso durante o período de estro da fêmea, o que demonstra que a competição por cópulas é uma atividade desgastante, assim como o cuidado com a prole. Durante o período de estro da fêmea, as concentrações plasmáticas de hormônios andrógenos, como a testosterona, são maiores nos machos dominantes, como previsto pela hipótese do desafio. Existe competição por cópulas, e o macho dominante é responsável pela maior parte das cópulas em grupos poliândricos, apesar de que em alguns grupos, todos copulam com a fêmea reprodutora. Parece mais vantajoso para machos subalternos esperarem a morte do dominante do grupo ou de algum grupo próximo e ajudar no cuidado da prole do dominante, do que sair à procura de bandos longe para subir hierarquicamente. Isso mostra que a estabilidade de grupos com dois machos não necessariamente é devido à incerteza de paternidade por conta do macho subalterno. A cópula é feita como em muitos outros primatas, com o macho montando a fêmea (que se mantém em pé, apoiada nos quatro membros), segurando no quadril e apoiando as patas posteriores em algum galho ou outra superfície.

### Cuidado parental
Geralmente, dão à luz a gêmeos, sendo mais raros trigêmeos e filhotes únicos. Possuem uma sazonalidade na reprodução, com a maior parte dos nascimentos ocorrendo entre os meses de agosto e fevereiro em animais residentes no hemisfério sul. Em cativeiro, em animais residentes no hemisfério norte, os nascimentos ocorrem entre janeiro e junho.
Os filhotes de micos-leões nascem com um peso de 60 g em média, mas esse valor pode variar. Indivíduos nascidos em cativeiro tendem a ser mais pesados que aqueles nascidos em liberdade. Filhotes nascidos na estação mais seca do ano também tendem a ter um peso menor. A taxa de mortalidade de filhotes de mico-leão é alta, tanto em cativeiro, quanto em liberdade.

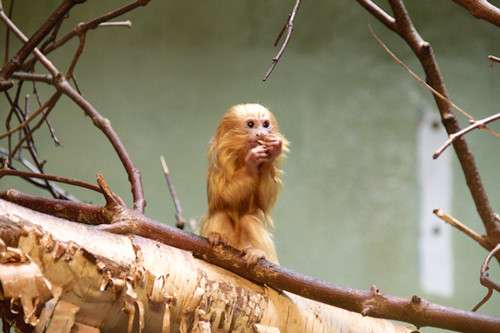
Indivíduo juvenil.

Todos no bando ajudam no cuidado com a prole, porém, a maior parte do cuidado é feito por indivíduos adultos, e em cativeiro, observa-se que há uma predominância no cuidado feito por machos. O filhote é carregado pela mãe até a terceira semana, e a partir dai ele passa a ser quase que exclusivamente carregado pelo macho, sendo que a fêmea só o carrega para amamentá-lo. Apesar de todos os machos em grupos poliândricos ajudarem, ela provavelmente é apenas do dominante. Eventualmente, o filhote não é de nenhum dos machos do bando, o que mostra que existe uma certa porcentagem de cópula extra grupo, e já ocorreu de não ser também da fêmea, evidenciando que existe adoção nesses animais, mesmo em estado selvagem.
Durante o tempo que o macho cuida da prole, as concentrações plasmáticas de andrógenos diminuem, ao contrário do que é observado no período de acasalamento. Ademais, a ajuda de outros indivíduos do bando (chamados helpers) parece preponderante na sobrevivência dos filhotes, visto que bandos em que possuem mais de um macho (ou seja, mais de um helper) apresentam mais filhotes do que bandos com um macho somente. A ajuda do macho parece importante também na sobrevivência da prole, e não foi observado fêmeas cuidando de filhotes sem machos. Essa parece ser uma das razões pela qual a poliginia nos mico-leões é rara, já que se existem muitas fêmeas reprodutivas no bando, o potencial de ajuda paterna diminui com cuidados e recursos do macho sendo divididos com várias fêmeas. Isso fica evidente com o fato de que bandos poliândricos têm mais filhotes do que os poligínicos. O juvenil vai ficando independente aos poucos, e a partir da 12ª semana, ele quase não é mais carregado pelos adultos do bando.

## Conservação
O mico-leão-dourado é listado como uma espécie em perigo, tanto pela União Internacional para a Conservação da Natureza e dos Recursos Naturais (IUCN) quanto pelo Instituto Chico Mendes de Conservação da Biodiversidade (ICMBio). Atualmente, sua distribuição geográfica é muito restrita (ela se restringe a uma área de 154 km²) mas graças aos esforços para a sua reprodução e reintrodução, existem cerca de 3200 mico-leões na natureza, sendo que a maior população é encontrada na Reserva Biológica Poço das Antas e em fragmentos nos arredores na bacia do rio São João, que juntos, somam cerca de 500 animais. Na Reserva Biológica União, a população é de pouco mais de 120 indivíduos reintroduzidos, porém, a capacidade de suporte nesta unidade de conservação é de 158 indivíduos, o que mostra que logo ela não pode abrigar mais indivíduos. O desmatamento para retirada de madeira, agricultura e pecuária, e a caça para o comércio ilegal de animais silvestres, contribuíram para uma redução drástica das populações do mico-leão-dourado, principalmente na década de 1960. A paisagem em que habita o mico-leão-dourado atualmente está altamente fragmentada, obrigando as populações remanescentes a viverem em remanescentes isolados e reduzidos, com poucos excedendo 1000 ha, o que dificulta muito as ações conservacionistas. A conservação também é dificultada visto existirem espécies invasoras em seu habitat, como o sagui-de-tufos-brancos e o mico-estrela. Recentemente, em 2002, também foi reportada a introdução do mico-leão-de-cara-dourada, próximo a Niterói, e em 2009 ela tinha resultado em cerca de 107 animais ocorrendo a menos de 50 km da área de ocorrência do mico-leão-dourado. A presença dessa outra espécie de mico-leão é uma ameaça adicional ao mico-leão-dourado, visto que pode ocorrer competição e a hibridização entre elas, descaracterizando geneticamente as populações.
A taxa de sobrevivência dos animais reintroduzidos tem sido encorajadora, mas a destruição de habitat desprotegido continua. A maior parte dos fragmentos de floresta estão em propriedades particulares, e a criação de reservas particulares faz parte da estratégia de se conseguir 25 000 hectares de florestas protegidas para o mico-leão-dourado. A intensa fragmentação do habitat dificulta o contato entre populações e o estabelecimento de novas, e trabalhos de reflorestamento, principalmente ligando fragmentos são preponderantes para minimizar esses efeitos. Na bacia do rio São João, foi criada uma área de conservação de uso sustentável em 2002, a Área de Proteção Ambiental da Bacia do rio São João/Mico-leão-dourado, com 150 700 hectares. Esta área visa normatizar o uso da terra na área de distribuição do mico-leão-dourado, minimizando a perda de habitat. Entretanto, deve-se salientar que apenas a Reserva Biológica Poço das Antas e a Reserva Biológica União contribuem significativamente para a meta de 25 000 hectares de florestas protegidas. Enquanto os corredores ecológicos não são devidamente implantados, a translocação de micos-leões entre os fragmentos de floresta tem se mostrado eficiente no repovoamento de áreas em que mico-leão-dourado foi extinto.
A educação ambiental e a formação de uma consciência ecológica coletiva é outra importante estratégia na conservação da espécie, pois acaba culminando na colaboração da própria população local. Esta colaboração mostrou-se crucial. Organizações Não-Governamentais, como o SOS Mata Atlântica e a Associação Mico-Leão-Dourado, iniciaram um trabalho na popularização da espécie, e na sua relação com a Mata Atlântica, veiculando informações principalmente por redes de televisão e rádio, fazendo com que a necessidade de preservação do mico-leão-dourado ultrapassasse os limites regionais. A criação de uma mentalidade diferente na gestão da terra, também foi importante, fazendo que um modo de produção agroflorestal seja implementado em alguns assentamentos de reforma agrária, que acaba sendo uma forma mais sustentável de agricultura e mais integrada à conservação dos remanescentes de floresta e do mico-leão-dourado.

### História da conservação
Em 1969 descobriu-se que o número de indivíduos na Mata Atlântica era menos de 150. Foi entre 1965 e 1970, que foi registrado o maior declínio nas populações do mico-leão-dourado. Graças ao trabalho de Adelmar Coimbra-Filho, na década de 1970 a comunidade científica passou a se interessar pela conservação dessa espécie, culminando na criação da Reserva Biológica Poço das Antas e em um programa bem sucedido de reprodução em cativeiro. Antes dessa mesma década, Coimbra-Filho lutou pela preservação de uma área de 400 km² em Poço D'Anta, ao redor do rio Iguape, para manter uma população viável de mico-leões, entretanto, tal unidade de conservação não se concretizou e a região foi desmatada. Em 1975 a espécie foi listada no Appendix I da CITES, categoria dada aos animais ameaçados de extinção que podem ser ou estão sendo afetados pelo tráfico. A espécie foi listada como "em perigo" pela IUCN em 1982, e em 1984 o Smithsonian National Zoological Park e a World Wide Fund for Nature, através da Associação Mico-Leão-Dourado, começaram um programa de reintrodução em 140 zoológicos. Apesar do sucesso do programa, a classificação da IUCN subiu para "em perigo crítico" em 1996. No ano 2000, na primeira lista dos "25 primatas mais ameaçados do mundo", o mico-leão-dourado esteve presente, mas nas publicações seguintes não esteve mais, visto os grandes esforços feitos em sua preservação. Em 2003 o estabelecimento bem sucedido de uma nova população na Reserva Biológica União permitiu rebaixar a espécie para "em perigo", mas com uma advertência de que a extrema fragmentação do habitat pelo desmatamento faz com que a população selvagem tenha pouco potencial para uma expansão territorial adicional. Muitas outras reintroduções tiveram sucesso e aos poucos as populações remanescentes estão sendo conectadas entre si. Apesar de novos problemas surgirem (como a ocorrência de espécies exóticas de primatas em seu habitat), não há dúvidas de que, após seu início 30 anos antes, a conservação do mico-leão-dourado é atualmente um sucesso, e é provável que até 2025 ele já esteja livre da ameaça iminente de extinção. O recente censo que mostrou existirem 3200 micos-leões em liberdade dá esperanças para tal, dado que essa população parece suficiente para manter a espécie viva.

### Cativeiro e reintrodução
As populações em cativeiro do mico-leão-dourado têm sido gerenciadas globalmente desde 1973. Nos anos 80, a população chegou a 550 indivíduos, mas após várias reintroduções, em 2001, ela era de 489 indivíduos, distribuídos em 143 zoológicos em 29 países e se mantém estável atualmente. O nível de endogamia é adequado, mas a diversidade genética de animais em cativeiro não é alta.

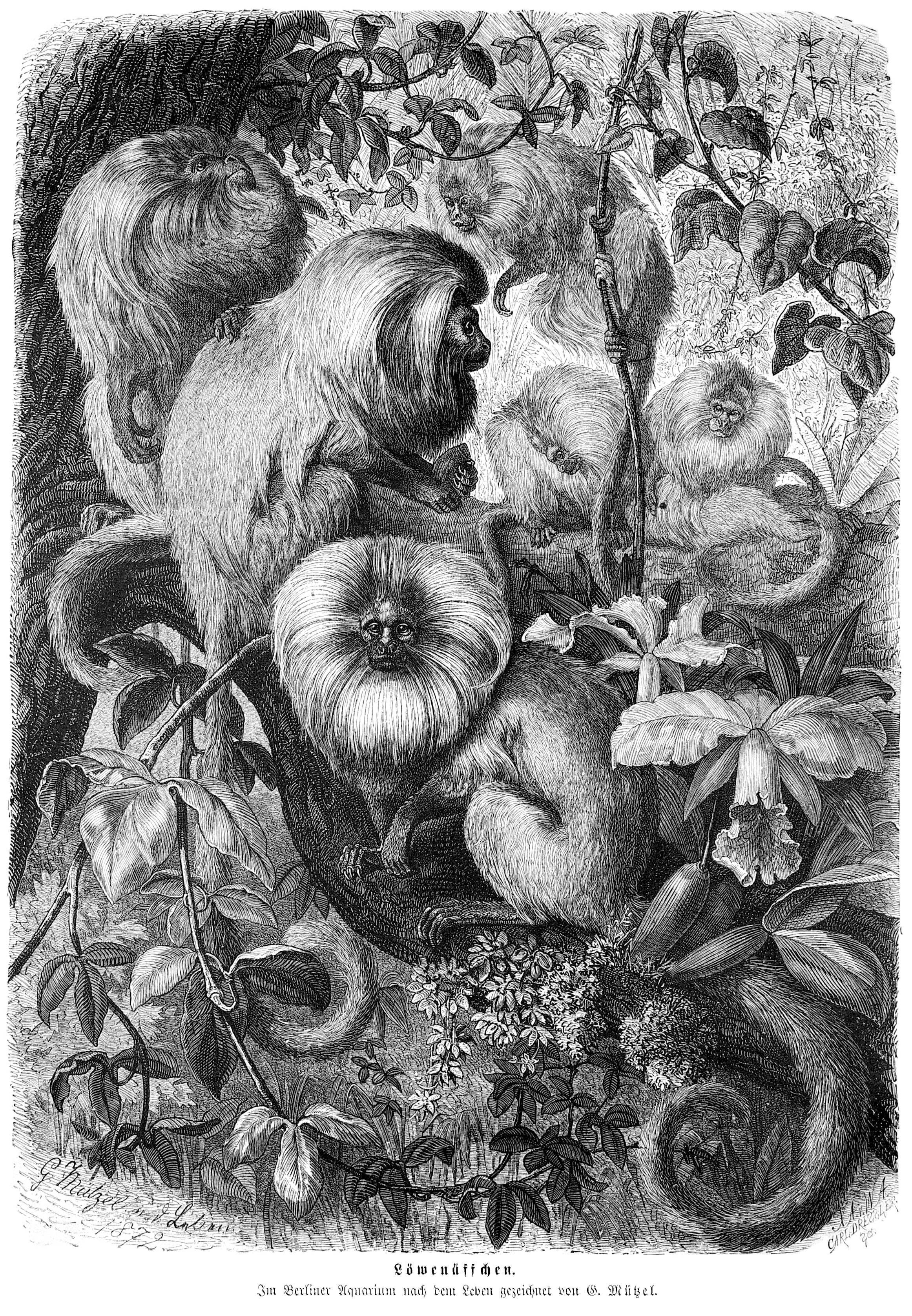
O mico-leão-dourado foi representado em pinturas antes do século XX por ser popular entre a aristocracia.

O programa de reintrodução dos animais teve seu início em 1984, e dos cerca de 1000 indivíduos na natureza, atualmente, 360 são de animais reintroduzidos. A reintrodução foi feita com sucesso em 21 fazendas na bacia do rio São João. A alta fragmentação do habitat dificulta o retorno de animais à natureza e a translocação, assim como a predação é fonte de perda de muitos animais reintroduzidos.
O manejo de animais nascidos em cativeiro e reintroduzidos é feito usando o conceito de "metapopulação". Animais são translocados entre os fragmentos de floresta e entre zoológicos no mundo inteiro, o que faz com que as populações não estejam inteiramente isoladas, permitindo variabilidade genética necessária para a viabilidade das populações de mico-leão-dourado a longo prazo.

## Aspectos culturais
O mico-leão-dourado é um animal carismático e já foi desejado como animal de estimação, o que por muito tempo foi um grande problema na conservação da espécie, por ser altamente visado no tráfico ilegal de animais silvestres: Adelmar Coimbra-Filho relata que uma única pessoa coletou 300 indivíduos em apenas cinco anos na década de 1960. Sua primeira referência pelos europeus foi em 1519, quando o padre Antonio Pigafetta o descreveu como "lindos gatos próximos a micos e similares a leões". Sua forma peculiar e pelagem vistosa o tornou popular entre os aristocratas no século XVI e século XVII, sendo bastante retratado em pinturas nessa época.
Atualmente, se tornou um símbolo de conservação de toda a Mata Atlântica e da preservação do meio ambiente em geral, tanto no Brasil quanto no mundo. É uma das principais "espécies bandeira" na conservação desse bioma altamente fragmentado, junto com o muriqui. Por vezes, acaba sendo um símbolo do Brasil propriamente dito (é representado, inclusive, na cédula de vinte reais), e foi candidato a mascote da Copa do Mundo de 2014.